# Konstnärernas Samarbetsorganisation
Konstnärernas Samarbetsorganisation (KSO) var en svensk rikstäckande organisation för samarbete mellan ett stort antal skandinaviska bildkonstnärer/skulptörer för gemensam utställningsverksamhet runt om i Sverige, samt för stödjande, konstintresserade medlemmar, och för folkbildningsverksamhet och möte mellan konstnärer och deras publik. 
Organisationen bildades 1962 av en grupp konstnärer och intresserade som en vidareutveckling av sammanslutningen Arildsgruppen (bildad 1948) med verksamhet vid Konstnärshuset i Arild, och den fick sitt säte i Malmö. Ordförande i många år var fotbollsspelaren Helge "Gripen" Bengtsson, och vissa av de ursprungliga grundarna från 1948, bland annat konstnären Einar Emland, förblev genom alla åren drivande eldsjälar vid sidan av sitt konstnärskap. 
Utöver återkommande höst-/vårsalonger i Malmö Rådhushall arrangerades ett stort antal utställningar och konstaftnar över hela landet. Verksamheten avvecklades i början av 1990-talet, då arbetsbelastningen kändes för tung för många av de åldrade konstnärerna och andra aktiva. Gruppens folkbildande inriktning kan ses som en pionjärverksamhet inom svenskt konstliv. (Är även känd som Konstnärernas Samorganisation). Årligen utdelas KSO-stipendiet av Skånska Konstnärsklubben.

## Deltagande
Bland de många konstnärer som genom åren deltagit i verksamhet och utställningar kan nämnas:

- Tore Ahnoff
- Gunnar Allvar
- Siv-Britt Allvar
- Viola Larsson-Allvar
- Fred Andersson
- Runo Andersson
- Gustav Arne
- Rut Arvidsson
- Asmund Arle
- Gösta Asp
- Torsten Bergmark
- Bertil Berntsson
- Elsa Björk-Liselius
- Hanna Brundin
- Göran Brunius
- Barbro Bråne
- Rolf Börjesson
- Max Gregor Carlsson
- K. Yngve Dahlbäck
- Kurt Dejmo
- Rolf Denman
- Bengt Dimming
- Hjalmar Ekberg
- Ulla Ekman-Dahlbäck
- Hans Ekvall
- Ingvar Elén
- Ulla-Britta Emitslöf-Dejmo
- Einar Emland
- Torolf Engström
- Hasse Eriksson
- Allan Erwö
- Viking Forsberg
- Torsten Fridh
- Lennart Frisk
- Gösta Fougstedt
- Paul Gerhard
- Arne Granhall
- Rune Hagman
- Olle Hallén
- Björn Hallström
- Carl-Erik Hammarén
- Hans TB Hansson
- Jan Hansson
- Elisabeth Holmqvist
- Torsten Hult
- Per Jadéus
- Valdemar Jordan
- Anders A. Jönsson
- Britta Jönsson
- Åke Jönsson
- Alve Larsson
- Elvin Larsson
- Hans Larsson
- Inga Larsson
- Bertil Liljeblad
- Nils Einar Lindberg
- Olle Lindgren
- Kurt Lindon
- Gösta Lindqvist
- Olle Lindqvist
- Fabian Lundqvist
- Sven Lundqvist
- Sven Erik Markhed
- Olev Mikiver
- Nils Möller
- Georg Nilsson
- Nils Ingvar Nilsson
- Tage E. Nilsson
- Karin Norelius
- Gösta Nydahl
- Ingrid Olson
- Jan Harry Persson
- Folke Pettersson
- Lennart Rodhe
- Gull Rosdahl
- Hans Rosenqvist
- Sune Rudnert
- Stig Rydberg
- Eva Schander
- Severin Schlyter
- Karin Schultz
- Birgitta Seipel
- Eskil Skans
- Kerstin Stensman
- Maj Stentoft
- Stig Sundin
- Rolf Swedberg
- Eric Julius Svensson
- Olga Tesch-Hallström
- Thure Thörn
- Gretha Turén
- Kurt Ullberger
- Thure Walström
- Stig Wernheden
- Anders Widoff
- Gertrud Wieselgren
- Fred Åberg
- Marianne Ågren